# SŽD-Baureihe ТУ7
Die Lokomotiven der Baureihe ТУ7 und ТУ7А (deutsche Transkription TU7 bzw. TU7A) der Sowjetischen Eisenbahnen (SŽD) sind schmalspurige Diesellokomotiven. Unter den Bezeichnungen ТУ7Э und ТУ7АЭ (TU7E bzw. TU7AE) wurden sie exportiert und an die BDŽ (Baureihe 94), ČSD (Baureihe TU 46.0) und VNR (Baureihe D4H) geliefert.

## SŽD-Baureihe ТУ7
Als Nachfolger der von 1964 bis 1972 in nur etwa 100 Exemplaren gebauten Baureihe ТУ5 (TU5) wurde ab 1967 die Baureihe ТУ7 entwickelt. Vorgesehen waren zwei Varianten mit 20 bzw. 24 Tonnen Dienstmasse. 1970 wurden bei der Maschinenfabrik Kambarka (Камбарский машиностроительный завод) zwei Prototypen der 24-t-Variante gebaut und als ТУ7-0001 und -0002 bezeichnet. Die leichtere Variante wurde nicht gebaut.
Wie ihr Vorgänger wurde die ТУ7 als vierachsige dieselhydraulische Lokomotive konstruiert. Sie erhielt einen neu konstruierten Aufbau mit Endführerstand und den neuen Motor 1Д12-400 (1D12-400) der Barnauler Transportmaschinenbaufabrik. Für den Einsatz im Personenverkehr wurde ein Stromgenerator zur Versorgung der Wagen eingebaut. Die Drehgestelle wurden von der Baureihe ТУ5 übernommen.
1973 begann die Serienfertigung. Bis 1985 wurden etwa 2500 ТУ7 gebaut. Sie kamen nur zu einem kleinen Teil bei den dem Verkehrsministerium (Ministerstwo putej soobschtschenija, MPS) unterstehenden Bahnen zum Einsatz. Die meisten ТУ7 gelangten zu Industrie- und Waldbahnen. Einige ТУ7 stehen bei Kindereisenbahnen im Einsatz.
Die weitaus meisten ТУ7 wurden für die Spurweite 750 mm gebaut. Einige ТУ7 erhielten Drehgestelle für die Spurweiten 900 mm und 1067 mm. Standardmäßig wurden die ТУ7 orangefarben lackiert.
1981 wurden zwei ТУ7 mit Drehgestellen der Spurweite 1520 mm ausgerüstet und als ТУ7М (TU7M) bezeichnet. Die ansonsten unveränderte Bauweise bewährte sich aber für den Einsatz auf Breitspur nicht. Daher wurden die Abmessungen an das Breitspurprofil angepasst und ab 1982 die ТГМ40 (TGM40) in Serie gebaut.

## SŽD-Baureihe ТУ7А

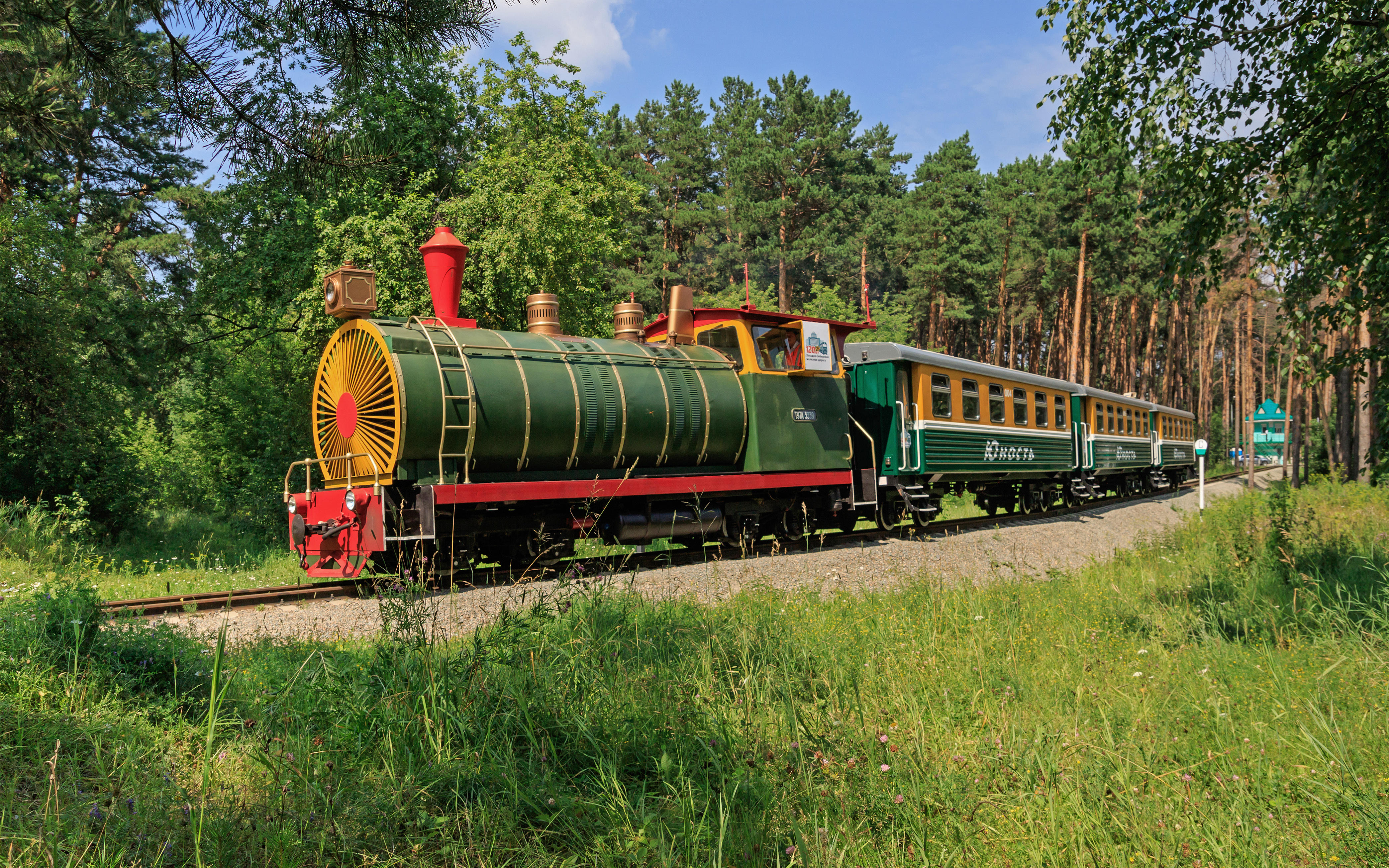
Eine im Dampflok-Design gehaltene TU7A im Dienste der Kindereisenbahn Nowosibirsk

Als Versuchsträger der modifizierten Baureihe ТУ7А wurde 1985 ТУ7А-2496 gebaut. Eine verbesserte Variante des Motors wurde verwendet und an der Hydraulik wurden Verbesserungen vorgenommen. ТУ7А-2496 wurde bei der Waldbahn Apscheronsk einer umfassenden Erprobung unterzogen. Nominell wurden alle ab Januar 1986 gebauten ТУ7 als ТУ7А geführt, der tatsächliche Übergang zwischen den beiden Unterbaureihen ist unbekannt. Etliche ТУ7А wurden als ТУ7 beschriftet.
Wegen zunehmender wirtschaftlicher Schwierigkeiten der Industrie- und Forstbetriebe und dadurch bedingter rückläufiger Nachfrage wurde der Bau der ТУ7А seit Sommer 1994 eingestellt. Etwa 800 ТУ7А wurden gebaut. Seit 2004 wurde die Herstellung dieser Lokomotive wieder aufgenommen – nun für Pioniereisenbahnen. Bis Ende 2009 wurden aber nur etwa 25 ТУ7А gebaut. Die Diesellokomotive ТУ7А-3367 wurde 2014 für die Waldbahn Alapajewsk gebaut.
Bedingt durch die mäßige Zuverlässigkeit konnten die ТУ7 und ТУ7А nicht immer wie vorgesehen die Vorgängerbaureihen ersetzen.

## SŽD-Baureihe ТУ7Р
Einige ТУ7 wurden als Sonderausführung mit einem Schneepflug ausgerüstet und als ТУ7Р (TU7R) bezeichnet.

## Baureihen ТУ7Э und ТУ7АЭ
Für den Export wurden die Baureihe ТУ7 als ТУ7Э und die Baureihe ТУ7А als ТУ7АЭ bezeichnet. Sie entsprachen weitgehend der Inlandsversion. Zunächst wurde eine separate Nummernreihe eröffnet, dann aber die ТУ7Э und ТУ7АЭ innerhalb der Hauptnummernreihe geführt. In den Einsatzländern erhielten die Lokomotiven teilweise neue Nummern nach lokalem Schema.
1993 wurden einige ТУ7АЭ nach Mali geliefert.

### BDŽ-Baureihe 94
Für Bulgarien wurden 1981 zehn ТУ7Э in der Spurweite 760 mm gebaut, die keine Bezeichnung im Nummernschema des Herstellers erhielten. Die Bulgarischen Staatsbahnen (BDŽ) erhielten sechs Lokomotiven, die restlichen vier gingen an Industriebetriebe. Trotzdem wurden die Lokomotiven durchgängig als 94-01 bis 94-10 nummeriert. Die BDŽ setzte ihre Lokomotiven im Verschubdienst in Septemwri und Tscherwen Brjag ein. 1988 wurden die Lokomotiven in die Baureihe 81 umgenummert. 2002 waren noch drei Stück vorhanden.

### ČSD-Baureihe TU 46.0
1985 erhielten die Tschechoslowakischen Staatsbahnen (ČSD) die ТУ7Э-2426 und -2427 in Meterspurausführung. Sie erhielten die Nummern TU 46.001 und 002 und kamen bei der Elektrischen Tatrabahn als Rangierlokomotiven zum Einsatz. 1988 wurden sie in 706 951 und 952 umgenummert. 1993 gelangten sie in den Bestand der Eisenbahnen der Slowakischen Republik (ŽSR).

### VNR-Baureihe D4H

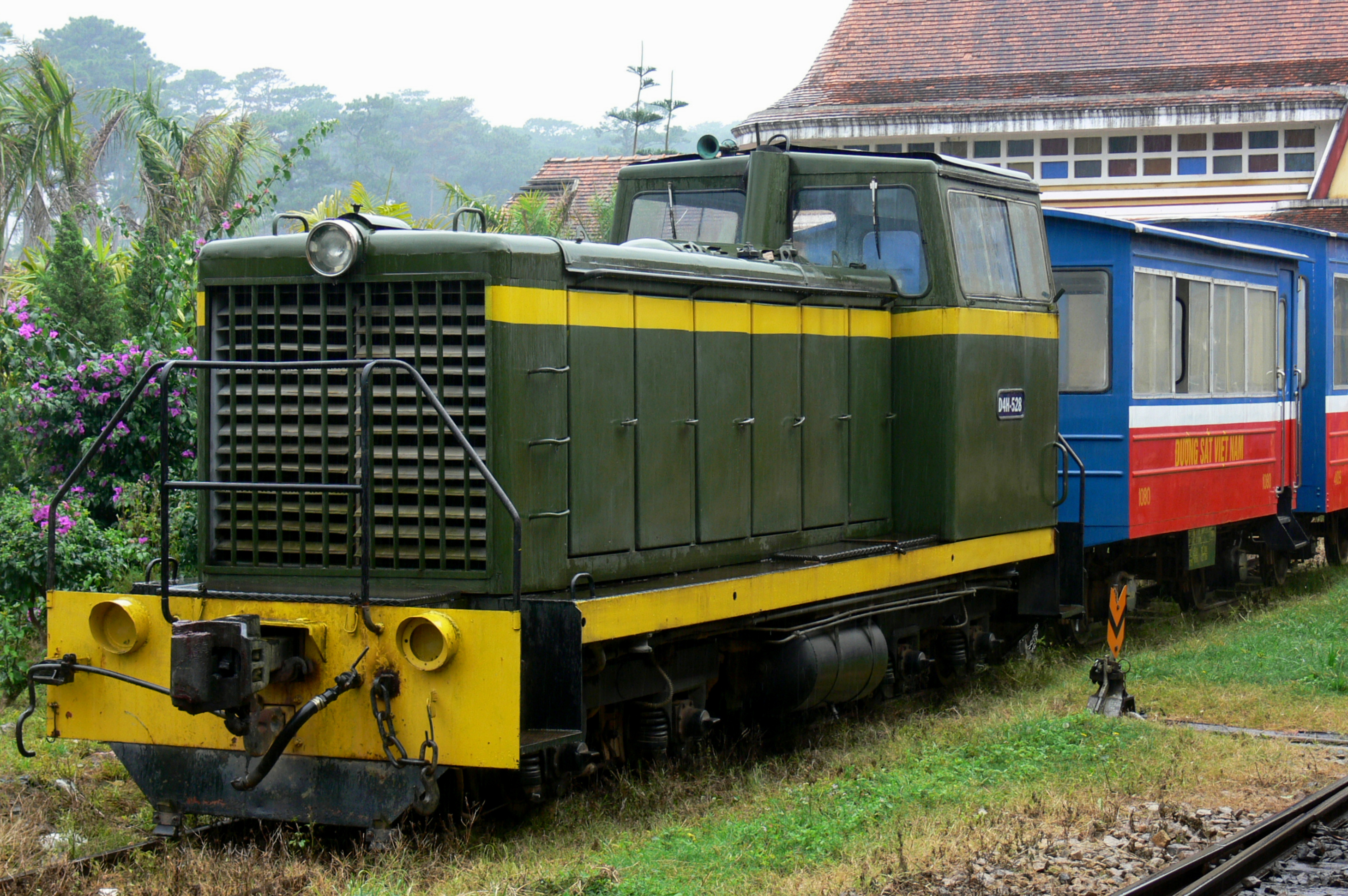
D4H-528 der VNR in Đà Lạt (Nov. 2007)

Die Vietnamesischen Eisenbahnen (VNR) erhielten 1985 die meterspurigen ТУ7Э-2420 bis -2425 und -2428 bis -2457 sowie -2573 und -2574. 1988 folgten die ТУ7АЭ-3257 bis -3265. Sie werden am Einsatzort als Baureihe D4H bezeichnet und im Strecken- und Rangierdienst eingesetzt.

### ТУ7Э in Kuba
Für die kubanische Zuckerindustrie wurden 1974 bis 1977 85 ТУ7Э geliefert. Sie erhielten Drehgestelle für die Spurweiten 705 mm, 762 mm, 914 mm und 1435 mm. Sie wurden als 34.001 bis 34.085 bezeichnet. 2004 waren 24 Lokomotiven im Einsatz.